# Avro 562 Avis
L'Avro 562 Avis est un avion biplace de tourisme britannique de l'entre-deux-guerres. Réalisé pour le concours des avions légers organisé par le Ministère de l’air britannique, dont les épreuves furent organisées en septembre et octobre 1924 à Lympne, il ne dépassa pas le stade de prototype.

## Description
Biplan à ailes égales non décalées, l’entreplan étant tenu par un monomat profilé à semelles élargies de chaque côté du fuselage. Cette voilure s’articulait sur la semelle du longeron arrière pour venir se replier le long du fuselage, facilitant le transport en remorque derrière une automobile. Des ailerons occupaient l’intégralité du bord de fuite au plan supérieur comme au plan inférieur. Le train d’atterrissage était fixe à essieu, l’empennage copié sur celui bien connu de l’Avro 504, sans plan fixe. Construit en bois avec revêtement en bois et toile, ce biplace utilisait le même fuselage que l’Avro 514, aménagé en tandem à postes ouverts.

## Deux moteurs pour une seule cellule
Pour éviter les problèmes rencontrés durant le Concours des avions légers en 1923 avec l'Avro 560 le constructeur de Manchester a donc inscrit deux Avis pour le concours de 1924, car deux motorisations étaient prévues, mais un seul prototype fut construit dans l'usine de Hamble. Celui-ci effectua ses premiers vols avec un moteur trois cylindres en étoile Blackburne Thrush de 35 ch, mais avant de gagner Lympne le 30 septembre 1924 il fut rééquipé d’un moteur deux cylindres à plat Bristol Cherub II de 32 ch. Malheureusement ce moteur avait été livré trop peu de temps avant le début des épreuves. Son installation avait donc été bâclée et les réglages très approximatifs ne permirent pas à Bert Hinkler d’obtenir plus de 50 % de la puissance nominale. Avro dut donc renoncer à participer à la compétition. En marge des épreuves officielles organisées par l'Air Ministry était également organisé le 4 octobre 1924 une course de vitesse pour avions dont le moteur ne dépassait pas 1 100 cm3 de cylindrée, le Grosvenor Trophy. Bert Hinkler remporta cette épreuve devant 13 autres concurrents à 106 km/h de moyenne. En décembre 1924 l'Avro Avis fut porté sur le registre civil des aéronefs britanniques [G-EBKP, c/n 5101].
La malchance devait poursuivre cet élégant biplan. Lympne fut à partir du 31 juillet 1925 le théâtre d'un grand meeting organisé par l'Aéro-Club Royal de Grande-Bretagne, qui débuta par une course internationale à handicap. Inscrit avec l'Avis, toujours équipé de son moteur Cherub, Bert Hinkler fut contraint de se poser à moins de 2 km de Southampton par manque de carburant, et donc disqualifié. En 1926 cet appareil, qui avait été rééquipé d’un Blackburne Thrush de 38 ch, fut confié au Wing Co. W. Sholto Douglas pour participer à un nouveau concours des biplaces légers, mais fut éliminé de la compétition pour avoir effectué un atterrissage forcé. Ayant finalement retrouvé son Bristol Cherub, il fut vendu en 1927 à un particulier. Il vola à peine un an et fut passé au pilon en décembre 1931.

## Sources
1. ↑  Flight 2 octobre 1924 p. 634
2. ↑  Flight 25 septembre 1924 p. 610
3. 1 2  A.J. Jackson
4. ↑  Flight 2 octobre 1924 p. 636
5. ↑  Flight 9 octobre 1924 p. 659
6. ↑  Flight 6 août 1925 p. 502